# Пори року (Чайковський)
«Пори року» (рос. «Времена года») Op. 37b — цикл фортепіанних п'єс П. І. Чайковського, написаний у грудні 1875 — листопаді 1876 року. Цикл включає 12 п'єс відповідно до кількості місяців, кожна з яких має свою окрему назву та епіграф із віршів російських поетів.
Приводом до написання циклу послужило замовлення видавця журналу «Нувелліст» Н. М. Бернарда, отримане Чайковським у листі (не збереглося), мабуть, у листопаді 1875 року. Всі заголовки були запропоновані видавцем і збережені композитором.
|                    | И мирной неги уголок Ночь сумраком одела, В камине гаснет огонек, И свечка нагорела. |
| — Олександр Пушкін |                                                                                      |

|                    | Скоро масленицы бойкой Закипит широкий пир. |
| — Петро Вяземський |                                             |

|                  | В небе льются света волны. Вешних жаворонков пенья Голубые бездны полны… |
| — Аполлон Майков |                                                                          |

|                  | Голубенький, чистый Подснежник – цветок, А подле сквозистый Последний снежок. Последние слезы О горе былом И первые грезы О счастьи ином… |
| — Аполлон Майков | |

|                | Какая ночь! На всем какая нега! Благодарю, родной полночный край! Из царства льдов.Из царства вьюг и снега, Как свеж и чист твой вылетает Май! |
| — Афанасій Фет | |

|                   | Выйдем на берег, там волны Ноги нам будут лобзать, Звезды с таинственной грустью Будут над нами сиять |
| — Олексій Плещеєв | |

|                   | Раззудись, плечо, Размахнись рука! Ты пахни в лицо, Ветер с полудня! |
| — Олексій Кольцов |                                                                      |

|                   | Люди семьями Рожь высокую! В копны частые Снопы сложены, От возов всю ночь Скрипит музыка. |
| — Олексій Кольцов |                                                                                            |

|                    | Пора, пора! Рога трубят; Псари в охотничьих уборах; Чем свет уж на конях сидят; Борзые прыгают на сворах. |
| — Олександр Пушкін | |

|                   | Осень, осыпается весь наш бедный сад, Листья пожелтелые по ветру летят |
| — Олексій Толстой |                                                                        |

|                   | Не гляди же с тоской на дорогу, И за тройкой вослед не спеши, И тоскливую в сердце тревогу Поскорей навсегда затуши. |
| — Микола Некрасов | |

|                     | Раз в крещенский вечерок Девушки гадали: За ворота башмачок, Сняв с ноги, бросали. |
| — Василь Жуковський |                                                                                    |